# Беър Стърнс
„Беър Стърнс“ (на английски: Bear Stearns Companies, Inc.) е бивш американски финансов конгломерат (инвестиционна банка, търговска компания за търговия с ценни книжа и брокерска фирма), който фалира през 2008 г. като част от глобалната финансова криза и рецесия. След затварянето на компанията бизнесът впоследствие е продаден на JPMorgan Chase. Основните бизнес области на компанията преди фалита ѝ са капиталовите пазари, инвестиционното банкиране, управлението на богатството и глобалните клирингови услуги и тя е силно замесена в кризата с високорисковите ипотечни кредити.
В годините, предшестващи фалита, Bear Stearns е силно ангажирана в секюритизацията и издава големи количества ценни книжа, обезпечени с активи, които в случая на обезпечение с ипотеки са въведени от Луис Раниери, „бащата на ипотечните ценни книжа“. Тъй като загубите на инвеститорите на тези пазари през 2006 г. и 2007 г. се увеличават, компанията всъщност увеличава своята експозиция, особено към обезпечените с ипотека активи, които изиграват централна роля за кризата с високорисковите ипотечни кредити. През март 2008 г. банката на Федералния резерв в Ню Йорк предоставя спешен заем, за да се опита да предотврати внезапен колапс на компанията. Компанията обаче не може да бъде спасена и е продадена на JPMorgan Chase за 10 щ.д. на акция, цена, далеч под нейния връх (година преди кризата) от 133,20 щ.д. на акция, но не и толкова ниска, колкото първоначалните договорени 2 щ.д. на акция. 
Колапсът на компанията става прелюдия към срива на индустрията на инвестиционното банкиране в Съединените щати и другаде, който достига кулминацията си през септември 2008 г. с последвалата световна финансова криза от 2008 – 2009 г. През януари 2010 г. JPMorgan престава да използва името Bear Stearns.